# Drukqs
Drukqs (estilizado como drukQs) é o quinto álbum de estúdio de Aphex Twin, pseudônimo do músico eletrônico britânico Richard D. James, lançado em 22 de outubro de 2001 através da Warp Records. É um álbum duplo que alterna principalmente entre faixas de batidas inspiradas em bateria e baixo meticulosamente programadas e peças de piano clássico controladas por computador. Contém a composição "Avril 14th", uma das gravações mais conhecidas de James.
Drukqs foi lançado para contornar um possível vazamento de canções de James depois de acidentalmente deixar um MP3 player para trás em um avião enquanto viajava para a Escócia com o co-fundador da Rephlex, Grant Wilson-Claridge. Era para ser seu último lançamento com a Warp, de acordo com seu contrato com a gravadora na época. Drukqs foi recebido de forma mista pelos críticos musicais, com muitos o considerando inferior aos seus trabalhos anteriores. O álbum alcançou a 22ª posição da tabela de álbuns do Reino Unido. James não lançaria outro álbum sob o pseudônimo Aphex Twin até Syro (2014).

## Estilo
James tomou vantagem de todo o avanço computadorizado entre 1995 e 2001, com ótimos detalhes e complexidade frenética em suas músicas. Novos equipamentos que desenvolveram seus sons incluíram o Concussor analógico de bateria da empresa britânica Analogue Solutions—por exemplo, na faixa "Taking control" aparece essa característica fortemente.
Pelo menos 13 das 30 faixas são composições para piano, tanto piano preparado (um estilo feito notável por John Cage) e piano normal. O instrumento usado foi um piano Yamaha Disklavier controlado por MIDI que James alega ter programado para tocar por sequênciadores ao invés de teclado de piano.
Algumas faixas apresentam pequenas amostras (experimentos de sintetizador, vozes, etc) com menos de 20 segundos de duração. "54 Cymru beats" apresenta sons amostrados do single Windowlicker, um computador falando em galês, e uma versão curta de Cachinhos Dourados e os Três Ursos. "Lornaderek" é uma mensagem de telefone dos pais de James Lorna e Derek cantando "Happy Birthday" para o seu "filhinho de 28 anos de idade", é provável que esta mensagem foi gravada no vigésimo oitavo aniversário de James, em 18 Agosto de 1999.

## Título das canções
Vários títulos estão em córnico e outras línguas celtas semelhantes à língua galesa e bretã, falados na Cornualha, local da casa de James. James alegou que "volta às suas raízes" na Cornualha ou Kernow, como é conhecido em córnico. Traduções incluem Jynweythek [Ylow] para "Máquina Eletrônica [Música]", Vordhosbn para "Veleiro", e Cymru para "País de Gales". Em córnico, hy a Scullyas lyf a dhagrow poderia ser traduzido literalmente como "Ela desperdiçou minha cerveja" ou "Ela derramou uma torrente de lágrimas". Vários números encontrados em palavras podem representar letras arcaicas.

## Recepção
| Críticas profissionais | Críticas profissionais |
| Pontuações agregadas   | Pontuações agregadas   |
| Fonte                  | Avaliação              |
| ---------------------- | ---------------------- |
| Metacritic             | 66/100                 |
| Avaliações da crítica  |                        |
| Fonte                  | Avaliação              |
| Allmusic               | [ 4 ]                  |
| NME                    | (9/10)                 |
| Pitchfork Media        | (5.5/10)               |
| Uncut                  | [ 7 ]                  |
| Down Beat              | [ 8 ]                  |
| Vibe                   | [ 9 ]                  |
| Mixmag                 | [ 10 ]                 |
| Music Emissions        | [ 11 ]                 |
| Alternative Press      | [ 12 ]                 |
| Drowned in Sound       | [ 13 ]                 |

A resposta crítica inicial ao Drukqs foi positiva. No Metacritic, que atribui uma classificação normalizada de 100 opiniões de críticos convencionais, o álbum recebeu uma pontuação média de 66, baseado em 21 opiniões.

## Lista de faixas
Drukqs é composto por 30 faixas, divididas em dois discos na versão CD (15 músicas em cada disco) e em oito lados sobre o lançamento vinil quádruplo. As edições de vinil do álbum apresentam uma lista de faixas ligeiramente re-arranjadas. Várias das faixas têm grafias diferentes, sobre o lançamento de vinil, enquanto "QKThr" é dado o nome de "Penty Harmonium". Os primeiros quatro lados de vinil estão listados para tocar em 45 RPM, enquanto os quatro últimos são listados como 33 ⅓ RPM.

### CD
| Disco 1        |                                          |         |  |
| N.º            | Título                                   | Duração |  |
| 1.             | "Jynweythek"                             | 2:14    |  |
| 2.             | "Vordhosbn"                              | 4:42    |  |
| 3.             | "Kladfvgbung Micshk"                     | 2:00    |  |
| 4.             | "Omgyjya-Switch7"                        | 4:46    |  |
| 5.             | "Strotha Tynhe"                          | 2:03    |  |
| 6.             | "Gwely Mernans"                          | 5:00    |  |
| 7.             | "Bbydhyonchord"                          | 2:21    |  |
| 8.             | "Cock/Ver10"                             | 5:17    |  |
| 9.             | "Avril 14th"                             | 1:55    |  |
| 10.            | "Mt Saint Michel + Saint Michaels Mount" | 8:02    |  |
| 11.            | "Gwarek2"                                | 6:38    |  |
| 12.            | "Orban Eq Trx4"                          | 1:27    |  |
| 13.            | "Aussois"                                | 0:07    |  |
| 14.            | "Hy a Scullyas Lyf a Dhagrow"            | 2:09    |  |
| 15.            | "Kesson Daslef"                          | 1:18    |  |
| Duração total: | Duração total:                           | 49:59   |  |

| Disco 2        |                     |         |  |
| N.º            | Título              | Duração |  |
| 1.             | "54 Cymru Beats"    | 5:59    |  |
| 2.             | "Btoum-Roumada"     | 1:56    |  |
| 3.             | "Lornaderek"        | 0:30    |  |
| 4.             | "QKThr"             | 1:20    |  |
| 5.             | "Meltphace 6"       | 6:14    |  |
| 6.             | "Bit 4"             | 0:18    |  |
| 7.             | "Prep Gwarlek 3b"   | 1:13    |  |
| 8.             | "Father"            | 0:51    |  |
| 9.             | "Taking Control"    | 7:08    |  |
| 10.            | "Petiatil Cx Htdui" | 2:05    |  |
| 11.            | "Ruglen Holon"      | 1:45    |  |
| 12.            | "Afx237 v.7"        | 4:15    |  |
| 13.            | "Ziggomatic 17"     | 8:28    |  |
| 14.            | "Beskhu3epnm"       | 1:58    |  |
| 15.            | "Nanou2"            | 3:22    |  |
| Duração total: | Duração total:      | 47:22   |  |

### Vinil
| Lado 1         |                      |         |  |
| N.º            | Título               | Duração |  |
| 1.             | "Jynweythek Ylow"    | 2:14    |  |
| 2.             | "Vordhosbn"          | 4:42    |  |
| 3.             | "Kladfvgbung Micshk" | 2:00    |  |
| 4.             | "Strotha Tynhe"      | 2:03    |  |
| Duração total: | Duração total:       | 10:59   |  |

| Lado 2         |                   |         |  |
| N.º            | Título            | Duração |  |
| 1.             | "Omgyjya Switch7" | 4:46    |  |
| 2.             | "Gwely Mernans"   | 5:00    |  |
| Duração total: | Duração total:    | 09:46   |  |

| Lado 3         |                 |         |  |
| N.º            | Título          | Duração |  |
| 1.             | "Cock/Ver10"    | 5:17    |  |
| 2.             | "Bbydhyonchord" | 2:21    |  |
| 3.             | "Orban Eq Trx4" | 1:27    |  |
| Duração total: | Duração total:  | 09:05   |  |

| Lado 4         |                                          |         |  |
| N.º            | Título                                   | Duração |  |
| 1.             | "Mt Saint Michel + Saint Michaels Mount" | 8:02    |  |
| 2.             | "Beskhu3epnm"                            | 1:58    |  |
| Duração total: | Duração total:                           | 10:00   |  |

| Lado 5         |                               |         |  |
| N.º            | Título                        | Duração |  |
| 1.             | "Aussois"                     | 0:07    |  |
| 2.             | "Hy A Scullyas Lyf A Dhagrow" | 2:09    |  |
| 3.             | "Kesson Daslef"               | 1:18    |  |
| 4.             | "Avril 14th"                  | 1:55    |  |
| 5.             | "Gwarek2"                     | 6:38    |  |
| Duração total: | Duração total:                | 12:07   |  |

| Lado 6         |                     |         |  |
| N.º            | Título              | Duração |  |
| 1.             | "54 Cymru Beats"    | 5:59    |  |
| 2.             | "Btoum-Roumada"     | 1:56    |  |
| 3.             | "Lornaderek"        | 0:30    |  |
| 4.             | "Penty Harmonium"   | 1:20    |  |
| 5.             | "Prep Gwarlek 3b"   | 1:13    |  |
| 6.             | "Father"            | 0:51    |  |
| 7.             | "Petiatil Cx Htdui" | 2:05    |  |
| Duração total: | Duração total:      | 13:54   |  |

| Lado 7         |                  |         |  |
| N.º            | Título           | Duração |  |
| 1.             | "Meltphace 6"    | 6:14    |  |
| 2.             | "Bit 4"          | 0:18    |  |
| 3.             | "Taking Control" | 7:08    |  |
| 4.             | "Ruglen Holon"   | 1:45    |  |
| Duração total: | Duração total:   | 15:25   |  |

| Lado 8         |                  |         |  |
| N.º            | Título           | Duração |  |
| 1.             | "Afx237 v.7"     | 4:15    |  |
| 2.             | "Ziggomatic v17" | 8:28    |  |
| 3.             | "Nanou2"         | 3:22    |  |
| Duração total: | Duração total:   | 16:05   |  |